# Stazione di La Rustica U.I.R.
La stazione di La Rustica U.I.R. (Unione Industriali Romani), ubicata lungo la ferrovia Roma-Sulmona-Pescara, è una fermata ferroviaria a servizio della città di Roma.

## Strutture e impianti
La fermata è gestita da Rete Ferroviaria Italiana e sostituisce la precedente fermata di "La Rustica", costituita da un semplice marciapiede, attivata il 1º giugno 1987.
Per circa un anno è stata capolinea di un treno regionale serale da Roma Tiburtina, prima del raddoppio della rimanente tratta fino a Lunghezza.
La fermata dispone di ingressi da via Andrea Noale e via Luigi Russolo.

## Movimento
La fermata è servita dai treni in servizio sulla relazione FL 2.